# Verein für Leibesübungen Bochum 1848 2011-2012
Questa voce raccoglie le informazioni riguardanti il Verein für Leibesübungen Bochum 1848 nelle competizioni ufficiali della stagione 2011-2012.

## Stagione
Nella stagione 2011-2012 il Bochum, allenato da Friedhelm Funkel e Andreas Bergmann, concluse il campionato di 2. Bundesliga all'11º posto. In Coppa di Germania il Bochum fu eliminato agli ottavi di finale dal Bayern Monaco.

## Rosa
| N. |                     | Ruolo | Calciatore            |
| -- | ------------------- | ----- | --------------------- |
| 1  | Germania (bandiera) | P     | Andreas Luthe         |
| 2  | Germania (bandiera) | D     | Björn Kopplin         |
| 4  | Germania (bandiera) | D     | Marcel Maltritz       |
| 5  | Germania (bandiera) | C     | Christoph Dabrowski   |
| 6  | Polonia (bandiera)  | D     | Lukas Sinkiewicz      |
| 7  | Germania (bandiera) | C     | Paul Freier           |
| 9  | Georgia (bandiera)  | A     | Nik'oloz Gelashvili   |
| 10 | Germania (bandiera) | C     | Mimoun Azaouagh       |
| 11 | Giappone (bandiera) | C     | Takashi Inui          |
| 14 | Austria (bandiera)  | C     | Denis Berger          |
| 15 | Islanda (bandiera)  | D     | Hólmar Örn Eyjólfsson |
| 16 | Germania (bandiera) | C     | Kevin Vogt            |
| 17 | Germania (bandiera) | C     | Oğuzhan Kefkir        |
| 18 | Italia (bandiera)   | C     | Giovanni Federico     |
| 19 | Germania (bandiera) | D     | Patrick Fabian        |
| 19 | Germania (bandiera) | A     | Kevin Freiberger      |
| 20 | Germania (bandiera) | C     | Faton Toski           |

| N. |                     | Ruolo | Calciatore         |
| -- | ------------------- | ----- | ------------------ |
| 21 | Germania (bandiera) | A     | Daniel Ginczek     |
| 22 | Turchia (bandiera)  | A     | Mirkan Aydin       |
| 23 | Germania (bandiera) | C     | Christoph Kramer   |
| 24 | Germania (bandiera) | D     | Philipp Bönig      |
| 25 | Germania (bandiera) | C     | Michael Delura     |
| 26 | Germania (bandiera) | D     | Jonas Acquistapace |
| 28 | Svezia (bandiera)   | D     | Matias Concha      |
| 29 | Germania (bandiera) | P     | Markus Scholz      |
| 30 | Germania (bandiera) | A     | Hans Kyei          |
| 31 | Germania (bandiera) | P     | Michael Esser      |
| 32 | Germania (bandiera) | C     | Enes Uzun          |
| 33 | Germania (bandiera) | C     | Philip Semlits     |
| 34 | Germania (bandiera) | P     | Jonas Ermes        |
| 35 | Germania (bandiera) | D     | Jannik Stevens     |
| 36 | Germania (bandiera) | D     | Christian Mengert  |
| 37 | Germania (bandiera) | P     | Felix Dornebusch   |
| 39 | Germania (bandiera) | C     | Onur Bulut         |

## Organigramma societario
Area tecnica
- Allenatore: Andreas Bergmann
- Allenatore in seconda: Karsten Neitzel, Thomas Reis
- Preparatore dei portieri: Peter Greiber
- Preparatori atletici: Stefan Bienioßek, Frank Zöllner, Rexhep Kushutani

## Calciomercato

### Sessione estiva
| Acquisti | Acquisti              | Acquisti            | Acquisti |
| R.       | Nome                  | da                  | Modalità |
| -------- | --------------------- | ------------------- | -------- |
| C        | Takashi Inui          | Cerezo Osaka        |          |
| C        | Denis Berger          | Kickers Offenbach   |          |
| P        | Felix Dornebusch      | Schalke 04 U17      |          |
| P        | Jonas Ermes           | Bochum U19          |          |
| D        | Hólmar Örn Eyjólfsson | West Ham Utd        |          |
| A        | Daniel Ginczek        | Borussia Dortmund   |          |
| C        | Christoph Kramer      | Bayer Leverkusen II |          |
| D        | Lukas Sinkiewicz      | Augusta             |          |
| C        | Enes Uzun             | Wolfsburg U19       |          |

| Cessioni | Cessioni        | Cessioni              | Cessioni |
| R.       | Nome            | a                     | Modalità |
| -------- | --------------- | --------------------- | -------- |
| A        | Zlatko Dedič    | Dinamo Dresda         |          |
| D        | Anthar Yahia    | Al-Nassr              |          |
| C        | Ümit Korkmaz    | Eintracht Francoforte |          |
| A        | Roman Prokoph   | Kapfenberger SV 1919  |          |
| C        | Marc Rzatkowski | Arminia Bielefeld     |          |
| A        | Mahir Sağlık    | St. Pauli             |          |

### Sessione invernale
| Acquisti | Acquisti            | Acquisti     | Acquisti |
| R.       | Nome                | da           | Modalità |
| -------- | ------------------- | ------------ | -------- |
| A        | Nik'oloz Gelashvili | FC Zestafoni |          |

| Cessioni | Cessioni           | Cessioni       | Cessioni |
| R.       | Nome               | a              | Modalità |
| -------- | ------------------ | -------------- | -------- |
| A        | Jong Tae-se        | Colonia        |          |
| D        | Matthias Ostrzolek | Augusta        |          |
| C        | Andreas Johansson  | IFK Norrköping |          |
| P        | Philipp Heerwagen  | St. Pauli      |          |

## Risultati

### 2. Bundesliga

#### Girone di andata
| Arbitro: | Brych |

|                       |           |  |
| Rösler 66’ Bröker 88’ | Marcatori |  |

| Arbitro: | Hartmann |

|             |           |  |
| Ginczek 88’ | Marcatori |  |

| Rostock 8 agosto 2011, ore 20:15 CEST 3ª giornata | Hansa Rostock  | 0 – 0 referto | Bochum | DKB-Arena (15 500 spett.)\| Arbitro: \| Steinhaus-Webb \| |
| Arbitro:                                          | Steinhaus-Webb |               |        |                                                           |

| Arbitro: | Wingenbach |

|              |           |                       |
| Dabrowski 7’ | Marcatori | 32’ Bartels 84’ Kruse |

| Arbitro: | Aytekin |

|                                       |           |          |
| Carlos Silvio 45’ (rig.) Mosquera 64’ | Marcatori | 38’ Inui |

| Arbitro: | Welz |

|            |           |                                       |
| Freier 41’ | Marcatori | 35’, 68’ Sararer 52’ Occéan 60’ Nöthe |

| Arbitro: | Schmidt |

|                  |           |           |
| Subašić 45’, 85’ | Marcatori | 90’ Aydin |

| Arbitro: | Kempter |

|  |           |                                     |
|  | Marcatori | 44’, 64’ Brandy 78’, 79’ Proschwitz |

| Arbitro: | Drees |

|                           |           |           |
| Dabrowski 17’ Ginczek 89’ | Marcatori | 53’ Bajić |

| Arbitro: | Dankert |

|                            |           |                                         |
| Buddle 9’, 20’ Buchner 43’ | Marcatori | 37’, 61’, 87’ Jong 79’ Ginczek 90’ Inui |

| Arbitro: | Gagelmann |

|  |           |                                    |
|  | Marcatori | 16’ (aut.) Acquistapace 37’ Köhler |

| Karlsruhe 21 ottobre 2011, ore 18:00 CEST 12ª giornata | Karlsruhe  | 0 – 0 referto | Bochum | Wildparkstadion (12 327 spett.)\| Arbitro: \| Grudzinski \| |
| Arbitro:                                               | Grudzinski |               |        |                                                             |

| Arbitro: | Bandurski |

|          |           |  |
| Inui 39’ | Marcatori |  |

| Arbitro: | Siebert |

|           |           |                                       |
| Lauth 65’ | Marcatori | 8’ Inui 18’ (aut.) Benjamin 90’ Aydin |

| Arbitro: | Hartmann |

|  |           |               |
|  | Marcatori | 77’ Kučuković |

| Arbitro: | Stieler |

|                                        |           |  |
| Kumbela 4’ Kruppke 18’, 89’ Boland 60’ | Marcatori |  |

| Arbitro: | Schriever |

|                                                         |           |  |
| Maltritz 15’ Aydin 30’, 83’ Toski 41’, 50’ Federico 59’ | Marcatori |  |

#### Girone di ritorno
| Arbitro: | Wingenbach |

|          |           |            |
| Inui 37’ | Marcatori | 74’ Rösler |

| Arbitro: | Osmers |

|  |           |                      |
|  | Marcatori | 21’ Kopplin 23’ Jong |

| Arbitro: | Ittrich |

|                             |           |          |
| Federico 19’ Gelashvili 75’ | Marcatori | 63’ Borg |

| Arbitro: | Dankert |

|                    |           |              |
| Schachten 26’, 80’ | Marcatori | 18’ Azaouagh |

| Arbitro: | Petersen |

|                                                        |           |                                     |
| Azaouagh 40’ (rig.) Federico 63’ (rig.), 81’ Aydin 76’ | Marcatori | 66’ Zoundi 72’ (rig.) Carlos Silvio |

| Arbitro: | Gagelmann |

|                                                                         |           |                    |
| Asamoah 21’, 50’ Vogt 40’ (aut.) Prib 61’ Schahin 71’ Nehrig 84’ (rig.) | Marcatori | 7’ Inui 64’ Kramer |

| Arbitro: | Kempter |

|  |           |                    |
|  | Marcatori | 11’ Dedič 47’ Fořt |

| Paderborn 9 marzo 2012, ore 18:00 CET 25ª giornata | Paderborn | 0 – 0 referto | Bochum | Energieteam Arena (13 202 spett.)\| Arbitro: \| Stieler \| |
| Arbitro:                                           | Stieler   |               |        |                                                            |

| Arbitro: | Kampka |

|                                    |           |          |
| Gelashvili 25’ (aut.) Exslager 78’ | Marcatori | 19’ Inui |

| Arbitro: | Osmers |

|  |           |            |
|  | Marcatori | 89’ Caiuby |

| Arbitro: | Willenborg |

|                                   |           |  |
| Idrissou 19’ Meier 32’ Hoffer 35’ | Marcatori |  |

| Bochum 8 aprile 2012, ore 13:30 CEST 29ª giornata | Bochum | 0 – 0 referto | Karlsruhe | Rewirpowerstadion (10 311 spett.)\| Arbitro: \| Cortus \| |
| Arbitro:                                          | Cortus |               |           |                                                           |

| Arbitro: | Aytekin |

|                        |           |  |
| Odonkor 26’ Streit 39’ | Marcatori |  |

| Arbitro: | Steinhaus-Webb |

|                      |           |                     |
| Ginczek 18’ Vogt 90’ | Marcatori | 49’ Rakić 60’ Lauth |

| Arbitro: | Christ |

|               |           |          |
| Reimerink 33’ | Marcatori | 58’ Vogt |

| Arbitro: | Winkmann |

|                       |           |  |
| Freier 3’ Ginczek 90’ | Marcatori |  |

| Arbitro: | Welz |

|                        |           |                 |
| Klingbeil 6’ Curri 66’ | Marcatori | 57’ (aut.) Beau |

### Coppa di Germania
| Arbitro: | Schmidt |

|                                  |                      |                                       |
| Jänicke 36’ Košťál 55’           | Marcatori            | 52’ Aydin 72’ Ginczek                 |
| Wiemann Langen Lartey Ziegenbein | Tiri di rigore 3 – 5 | Kefkir Aydin Freier Federico Maltritz |

| Arbitro: | Petersen |

|                    |           |                                                |
| Bigalke 66’ (rig.) | Marcatori | 7’ Dabrowski 21’ Ginczek 72’ Federico 75’ Jong |

| Arbitro: | Weiner |

|              |           |                      |
| Federico 26’ | Marcatori | 52’ Kroos 90’ Robben |

## Statistiche

### Statistiche di squadra
| Competizione      | Punti | In casa | In casa | In casa | In casa | In casa | In casa | In trasferta | In trasferta | In trasferta | In trasferta | In trasferta | In trasferta | Totale | Totale | Totale | Totale | Totale | Totale | DR  |
| Competizione      | Punti | G       | V       | N       | P       | Gf      | Gs      | G            | V            | N            | P            | Gf           | Gs           | G      | V      | N      | P      | Gf     | Gs     | DR  |
| ----------------- | ----- | ------- | ------- | ------- | ------- | ------- | ------- | ------------ | ------------ | ------------ | ------------ | ------------ | ------------ | ------ | ------ | ------ | ------ | ------ | ------ | --- |
| 2. Bundesliga     | 37    | 17      | 7       | 3       | 7       | 23      | 23      | 17           | 3            | 4            | 10           | 18           | 32           | 34     | 10     | 7      | 17     | 41     | 55     | -14 |
| Coppa di Germania | -     | 1       | 0       | 0       | 1       | 1       | 2       | 2            | 1            | 1            | 0            | 6            | 3            | 3      | 1      | 1      | 1      | 7      | 5      | +2  |
| Totale            | 37    | 18      | 7       | 3       | 8       | 24      | 25      | 19           | 4            | 5            | 10           | 24           | 35           | 37     | 11     | 8      | 18     | 48     | 60     | -12 |

### Andamento in campionato
| Giornata  | 1  | 2  | 3  | 4  | 5  | 6  | 7  | 8  | 9  | 10 | 11 | 12 | 13 | 14 | 15 | 16 | 17 | 18 | 19 | 20 | 21 | 22 | 23 | 24 | 25 | 26 | 27 | 28 | 29 | 30 | 31 | 32 | 33 | 34 |
| --------- | -- | -- | -- | -- | -- | -- | -- | -- | -- | -- | -- | -- | -- | -- | -- | -- | -- | -- | -- | -- | -- | -- | -- | -- | -- | -- | -- | -- | -- | -- | -- | -- | -- | -- |
| Luogo     | T  | C  | T  | C  | T  | C  | T  | C  | C  | T  | C  | T  | C  | T  | C  | T  | C  | C  | T  | C  | T  | C  | T  | C  | T  | T  | C  | T  | C  | T  | C  | T  | C  | T  |
| Risultato | P  | V  | N  | P  | P  | P  | P  | P  | V  | V  | P  | N  | V  | V  | P  | P  | V  | N  | V  | V  | P  | V  | P  | P  | N  | P  | P  | P  | N  | P  | N  | N  | V  | P  |
| Posizione | 17 | 11 | 10 | 10 | 14 | 17 | 17 | 18 | 15 | 13 | 13 | 13 | 12 | 11 | 11 | 12 | 10 | 11 | 9  | 9  | 9  | 9  | 9  | 10 | 10 | 10 | 10 | 10 | 10 | 10 | 13 | 13 | 12 | 11 |

Legenda:

Luogo: C = Casa; T = Trasferta. Risultato: V = Vittoria; N = Pareggio; P = Sconfitta.

### Statistiche dei giocatori
| Giocatore       | 2. Bundesliga | 2. Bundesliga | 2. Bundesliga | 2. Bundesliga | Coppa di Germania | Coppa di Germania | Coppa di Germania | Coppa di Germania | Totale   | Totale | Totale      | Totale     |
| Giocatore       | Presenze      | Reti          | Ammonizioni   | Espulsioni    | Presenze          | Reti              | Ammonizioni       | Espulsioni        | Presenze | Reti   | Ammonizioni | Espulsioni |
| --------------- | ------------- | ------------- | ------------- | ------------- | ----------------- | ----------------- | ----------------- | ----------------- | -------- | ------ | ----------- | ---------- |
| J. Acquistapace | 26            | 0             | 1             | 0             | 2                 | 0                 | 0                 | 0                 | 28       | 0      | 1           | 0          |
| M. Aydin        | 22            | 5             | 2             | 0             | 3                 | 1                 | 1                 | 0                 | 25       | 6      | 3           | 0          |
| M. Azaouagh     | 11            | 2             | 1             | 0             | 0                 | 0                 | 0                 | 0                 | 11       | 2      | 1           | 0          |
| D. Berger       | 16            | 0             | 2             | 1             | 1                 | 0                 | 0                 | 0                 | 17       | 0      | 2           | 1          |
| O. Bulut        | 0             | 0             | 0             | 0             | 0                 | 0                 | 0                 | 0                 | 0        | 0      | 0           | 0          |
| P. Bönig        | 5             | 0             | 0             | 3             | 1                 | 0                 | 0                 | 0                 | 6        | 0      | 0           | 3          |
| M. Concha       | 1             | 0             | 0             | 0             | 0                 | 0                 | 0                 | 0                 | 1        | 0      | 0           | 0          |
| C. Dabrowski    | 30            | 2             | 2             | 0             | 3                 | 1                 | 0                 | 0                 | 33       | 3      | 2           | 0          |
| M. Delura       | 3             | 0             | 1             | 0             | 0                 | 0                 | 0                 | 0                 | 3        | 0      | 1           | 0          |
| F. Dornebusch   | 0             | 0             | 0             | 0             | 0                 | 0                 | 0                 | 0                 | 0        | 0      | 0           | 0          |
| J. Ermes        | 0             | 0             | 0             | 0             | 0                 | 0                 | 0                 | 0                 | 0        | 0      | 0           | 0          |
| M. Esser        | 1             | 0             | 0             | 0             | 0                 | 0                 | 0                 | 0                 | 1        | 0      | 0           | 0          |
| H. Eyjólfsson   | 11            | 0             | 1             | 0             | 0                 | 0                 | 0                 | 0                 | 11       | 0      | 1           | 0          |
| P. Fabian       | 0             | 0             | 0             | 0             | 0                 | 0                 | 0                 | 0                 | 0        | 0      | 0           | 0          |
| G. Federico     | 28            | 4             | 4             | 0             | 3                 | 2                 | 0                 | 0                 | 31       | 6      | 4           | 0          |
| K. Freiberger   | 1             | 0             | 0             | 0             | 0                 | 0                 | 0                 | 0                 | 1        | 0      | 0           | 0          |
| P. Freier       | 27            | 2             | 7             | 1             | 2                 | 0                 | 0                 | 0                 | 29       | 2      | 7           | 1          |
| N. Gelashvili   | 13            | 1             | 0             | 0             | 0                 | 0                 | 0                 | 0                 | 13       | 1      | 0           | 0          |
| D. Ginczek      | 29            | 5             | 5             | 0             | 3                 | 2                 | 1                 | 0                 | 32       | 7      | 6           | 0          |
| T. Inui         | 30            | 7             | 3             | 1             | 2                 | 0                 | 0                 | 0                 | 32       | 7      | 3           | 1          |
| A. Johansson    | 9             | 0             | 1             | 0             | 1                 | 0                 | 0                 | 0                 | 10       | 0      | 1           | 0          |
| T. Jong         | 14            | 4             | 0             | 0             | 2                 | 1                 | 0                 | 0                 | 16       | 5      | 0           | 0          |
| O. Kefkir       | 7             | 0             | 0             | 0             | 1                 | 0                 | 0                 | 0                 | 8        | 0      | 0           | 0          |
| B. Kopplin      | 26            | 1             | 2             | 0             | 3                 | 0                 | 0                 | 0                 | 29       | 1      | 2           | 0          |
| C. Kramer       | 32            | 1             | 7             | 0             | 3                 | 0                 | 2                 | 0                 | 35       | 1      | 9           | 0          |
| H. Kyei         | 0             | 0             | 0             | 0             | 0                 | 0                 | 0                 | 0                 | 0        | 0      | 0           | 0          |
| A. Luthe        | 33            | 0             | 4             | 0             | 3                 | 0                 | 1                 | 0                 | 36       | 0      | 5           | 0          |
| M. Maltritz     | 31            | 1             | 9             | 0             | 3                 | 0                 | 0                 | 0                 | 34       | 1      | 9           | 0          |
| C. Mengert      | 0             | 0             | 0             | 0             | 0                 | 0                 | 0                 | 0                 | 0        | 0      | 0           | 0          |
| M. Ostrzolek    | 16            | 0             | 2             | 0             | 1                 | 0                 | 0                 | 0                 | 17       | 0      | 2           | 0          |
| M. Scholz       | 0             | 0             | 0             | 0             | 0                 | 0                 | 0                 | 0                 | 0        | 0      | 0           | 0          |
| P. Semlits      | 0             | 0             | 0             | 0             | 0                 | 0                 | 0                 | 0                 | 0        | 0      | 0           | 0          |
| L. Sinkiewicz   | 15            | 0             | 4             | 0             | 2                 | 0                 | 0                 | 0                 | 17       | 0      | 4           | 0          |
| J. Stevens      | 2             | 0             | 0             | 0             | 0                 | 0                 | 0                 | 0                 | 2        | 0      | 0           | 0          |
| F. Toski        | 15            | 2             | 5             | 1             | 2                 | 0                 | 1                 | 0                 | 17       | 2      | 6           | 1          |
| E. Uzun         | 0             | 0             | 0             | 0             | 0                 | 0                 | 0                 | 0                 | 0        | 0      | 0           | 0          |
| K. Vogt         | 16            | 2             | 2             | 0             | 0                 | 0                 | 0                 | 0                 | 16       | 2      | 2           | 0          |